# Andrej Kuznecov (pallavolista)
Andrej Ivanovič Kuznetsov (in russo Андрей Иванович Кузнецов?; Uzyn, 23 aprile 1966 – Francavilla al Mare, 30 dicembre 1994) è stato un pallavolista sovietico, dal 1991 russo.

## Biografia
Nato in Ucraina, diventa russo per scelta dopo la dissoluzione dell'Unione Sovietica.
Nato a Uzyn da Ivan, maggiore dell'esercito in pensione, e con un fratello, Leonid, di nove anni più grande. La sua famiglia si trasferisce presto a Poltava dove frequenta la scuola ed inizia lo studio della fisarmonica, che abbandona subito per dedicarsi alla pratica della pallavolo.
Ha ottenuto il Master internazionale per lo Sport nel 1986.
È morto il 30 dicembre 1994 per un incidente stradale avvenuto sulla autostrada A14 nei pressi di Francavilla al Mare, mentre portava la famiglia da Ferrara a Gioia del Colle per festeggiare il Capodanno. È stato sepolto a Mosca nel cimitero di Mitino.
Il comune di Gioia del Colle, dove aveva giocato per una stagione contribuendo alla promozione in serie A1, ha dedicato alla sua memoria il palazzetto dove gioca la locale squadra di pallavolo femminile A.S.D. New Volley Gioia, nonché la squadra locale di avviamento alla pallavolo A.S.D. Volley Club "A. Kouznetsov".
La Lega Pallavolo Serie A, inoltre, ha istituito il premio "Andrej Kuznetsov" che viene assegnato ogni anno al miglior realizzatore in assoluto delle serie A1 e A2.
La moglie, Lioudmila Kouznetsova, ex giocatrice della nazionale femminile russa laureata all'Istituto Superiore dello Sport di Mosca, allena la A.S.D. Volley Club "A. Kouznetsov". Aveva due figli, Eugenia e Andrea, quest'ultimo giovane promessa della pallavolo giovanile nel ruolo, anch'egli come il padre, di schiacciatore.
Nel 1996 la rivista russa Sport Express lo ha nominato miglior campione di pallavolo di Russia.
Nel 2006 l'emittente televisiva russa RTR (Russia Sport) ha trasmesso un documentario, realizzato da Marina Dimitrieva e Michail Curganov, che ripercorre le tappe che hanno resi grandi il pallavolista russo e Jurij Sapega, un altro campione sovietico scomparso nel 2005 per un attacco cardiaco.

## Carriera

### Club
Ha iniziato a giocare a pallavolo nella squadra ucraina di Poltava all'età di 11 anni allenato da Yuri Bogdanov e da Vladislav Andronikovič Agasyants, successivamente ha militato nella VC Iskra Odincovo negli anni 1982-1985.
I successi e la popolarità sono arrivati con il passaggio alla CSKA Mosca con cui ha vinto 6 titoli sovietici (1986, 1987, 1988, 1989, 1990, 1991), 1 Coppa dell'URSS (1985), 5 Coppe dei Campioni (1986, 1987, 1988, 1989, 1991) e 3 Supercoppe europee (1987, 1988, 1991).
Approdato nella Serie A2 ha esordito con la Lazio Roma nella stagione 1991-1992. Conquistata la promozione in Serie A1, ha giocato la stagione 1992-1993 sempre con la Lazio Roma, retrocessa in A2 essendosi classificata dodicesima.
Trasferitosi a Gioia del Colle, gioca la stagione 1993-1994 in Serie A2 con la ASPC Gioia del Colle, con cui conquista un'altra promozione nella massima serie.
Dopo l'esperienza nella squadra pugliese, si trasferisce a Ferrara dove gioca in Serie A2 con la Les Copains Jeans Ferrara parte della stagione 1994-1995, interrotta dal tragico incidente in cui ha perso la vita.

### Nazionale
Con la squadra giovanile dell'Unione Sovietica è diventato campione europeo nel 1984 e campione del mondo nel 1985.
Approdato nella nazionale maggiore dell'Unione Sovietica nel 1987, ha vinto la medaglia d'argento alle olimpiadi di Seul 1988 (nel corso della quale ha giocato tutte le sette partite disputate dalla sua squadra), la medaglia di bronzo ai mondiali tenutisi in Brasile nel 1990, la medaglia di bronzo alla Coppa del Mondo disputata in Giappone nel 1989, la medaglia di bronzo nella World League di Milano 1991, nonché due volte la medaglia d'oro agli europei del 1987 e 1991.
Con la dissoluzione dell'URSS, ha giocato per la Squadra Unificata alle olimpiadi di Barcellona 1992, classificandosi settimo e giocando tutte le otto partite disputate dalla squadra.
Con la maglia della Russia ha vinto la medaglia di bronzo europei del 1993 e la medaglia d'argento nella World League di San Paolo 1993.

## Palmares

### Club
- Campionato sovietico: 6

1985-1986, 1986-1987, 1987-1988, 1988-1989, 1989-1990, 1990-1991
- Coppa dell'Unione Sovietica: 1

1985
- Coppa dei Campioni: 5

1985-86, 1986-87, 1987-88, 1988-89, 1990-91
- Supercoppa europea: 3

1987, 1988, 1991

### Nazionale (competizioni minori)
- Spartachiadi dei Popoli dell'Unione Sovietica 1986

### Premi individuali
- 1988 - Supercoppa europea: MVP